# Linea S1 (S-Bahn di Berlino)
La linea S1 è una delle 15 linee della rete S-Bahn di Berlino. Lunga 51,9 km, serve 35 stazioni e assicura, con le linee S2 e S25, il collegamento nord-sud della capitale tedesca. Il capolinea nord è la stazione di Oranienburg nel Brandeburgo e quello sud la stazione di Berlino-Wannsee (in precedenza stazione di Potsdam Centrale).

## Storia
La linea S1 – allora corrente fra Wannsee e la stazione dell'Anhalt – venne attivata il 1º febbraio 1985 ed esercita dalla società cittadina di trasporti BVG. La S1 percorreva la ferrovia del Wannsee, percorsa fino al settembre 1980 dai treni S-Bahn eserciti dalla Deutsche Reichsbahn.
Dal 1º gennaio 1994 l'esercizio delle linee S-Bahn della BVG venne assunto dalla nuova società S-Bahn Berlin GmbH, interamente posseduta dalla Deutsche Bahn.

## Percorso
La linea S1 percorre le seguenti linee ferroviarie:
- una porzione della linea Berlino-Stralsund, aperta il 10 luglio 1877 ed elettrificata nel 1925
- una breve sezione della linea Berlino-Stettino, aperta il 1º agosto 1842 ed elettrificata nel 1924
- la Nordsüd-S-Bahn, aperto il 28 maggio 1936 tra le stazioni di Humboldthain e Unter den Linden e collegato,  dal 9 ottobre 1939 alla linea di Wannsee
- un settore della linea di Wannsee, aperta il 1º giugno 1874 tra le stazioni di Zehlendorf e Wannsee, raccordato alla stazione di Berlino Potsdamer Platz il 1º ottobre 1891 ed elettrificato il 15 maggio 1933.

## Cadenza oraria
| Tratta                     | Segmento     | Cadenza oraria (min)           | Fermate | Percorrenza (km) | Tempo (min) |
| -------------------------- | ------------ | ------------------------------ | ------- | ---------------- | ----------- |
| Oranienburg-Wannsee        | P (Paula)    | 20                             | 35      | 51,9             | 79          |
| Frohnau-Wannsee            | PI (Panther) | 10                             | 30      | 37,7             | 61          |
| Potsdamer Platz-Zehlendorf | PII (Pastor) | Solo giorni feriali No festivi | 12      | 12,7             | 21          |